# Hans Nitsche
Hans Nitsche (* 30. November 1893 in Obersuhl; † 15. Mai 1962) war ein hessischer Politiker (SPD) und ehemaliger Abgeordneter des Hessischen Landtags.

## Ausbildung und Beruf
Hans Nitsche absolvierte nach der Volksschule eine Lehre als Schlosser und Schmied. Im Ersten Weltkrieg war er Soldat und wurde schwer verwundet.

## Politik
Hans Nitsche war seit 1913 in der SPD und gewerkschaftlich organisiert. Von 1928 bis 1933 und ab 1945 Vorsitzender der SPD Kassel. Von 1917 bis 1933 war er Vorsitzender des Reichsbundes der Kriegsbeschädigten im Regierungsbezirk Kassel. Von 1923 bis 1933 Mitglied der Kreisleitung des Reichsbanners Schwarz-Rot-Gold.
Zwischen 1924 und 1933 war Nitsche Stadtverordneter in Kassel und dort von 1928 bis 1933 ehrenamtlicher Stadtrat. Mit der Machtergreifung der Nationalsozialisten wurde er 1933 aller Ämter enthoben und arbeitete von 1933 bis 1945 als Reisender für eine Kaffee- und Seifenfirma. Vom 2. Mai bis 15. Juni 1933 war er im Lager Breitenau südlich von Kassel inhaftiert.
1945 wurde er durch die amerikanische Besatzungsmacht als Polizeipräsident in Kassel ernannt. Er wurde erster Vorsitzender der SPD in Kassel und war seit den ersten freien Kommunalwahlen vom 26. Mai 1946 bis 9. August 1946 Stadtverordneter in Kassel. Vom 10. Januar 1946 bis 8. August 1960 war er hauptamtlicher Stadtrat für Sozialwesen in Kassel.
Vom 26. Februar 1946 bis zum 14. Juli 1946 war er Mitglied des ernannten Beratenden Landesausschusses und vom 15. Juli 1946 bis 30. November 1946 Mitglied der Verfassungsberatenden Landesversammlung Groß-Hessen. Vom 11. Oktober 1949 bis 30. November 1954 war er Mitglied des Hessischen Landtags und 1954 Mitglied der 2. Bundesversammlung.

## Sonstige Ämter
Hans Nitsche war Präsident des Verbandes der Kriegsbeschädigten, Hinterbliebenen und Sozialrentner Deutschlands e. V. (VdK) und Mitglied des Verwaltungsausschusses des LWV vom 1. August 1953 bis 31. Juli 1961.